# Maison du graffiti ancien
La maison du graffiti ancien est un musée français situé dans la petite ville de  Marsilly, commune du département de la Charente-Maritime. Depuis la collection a été transférée au Fort La Prée.

## Description
Le musée propose à la visite, outre des copies des graffitis de l'église Saint-Pierre située juste en face, celles d'autres lieux de la région tant religieux que laïcs.
Une salle particulière, gérée indépendamment du musée par une association locale de passionnés, est consacrée à l'histoire de l'appareil photo et de la caméra depuis ses origines jusqu'aux années 1980.

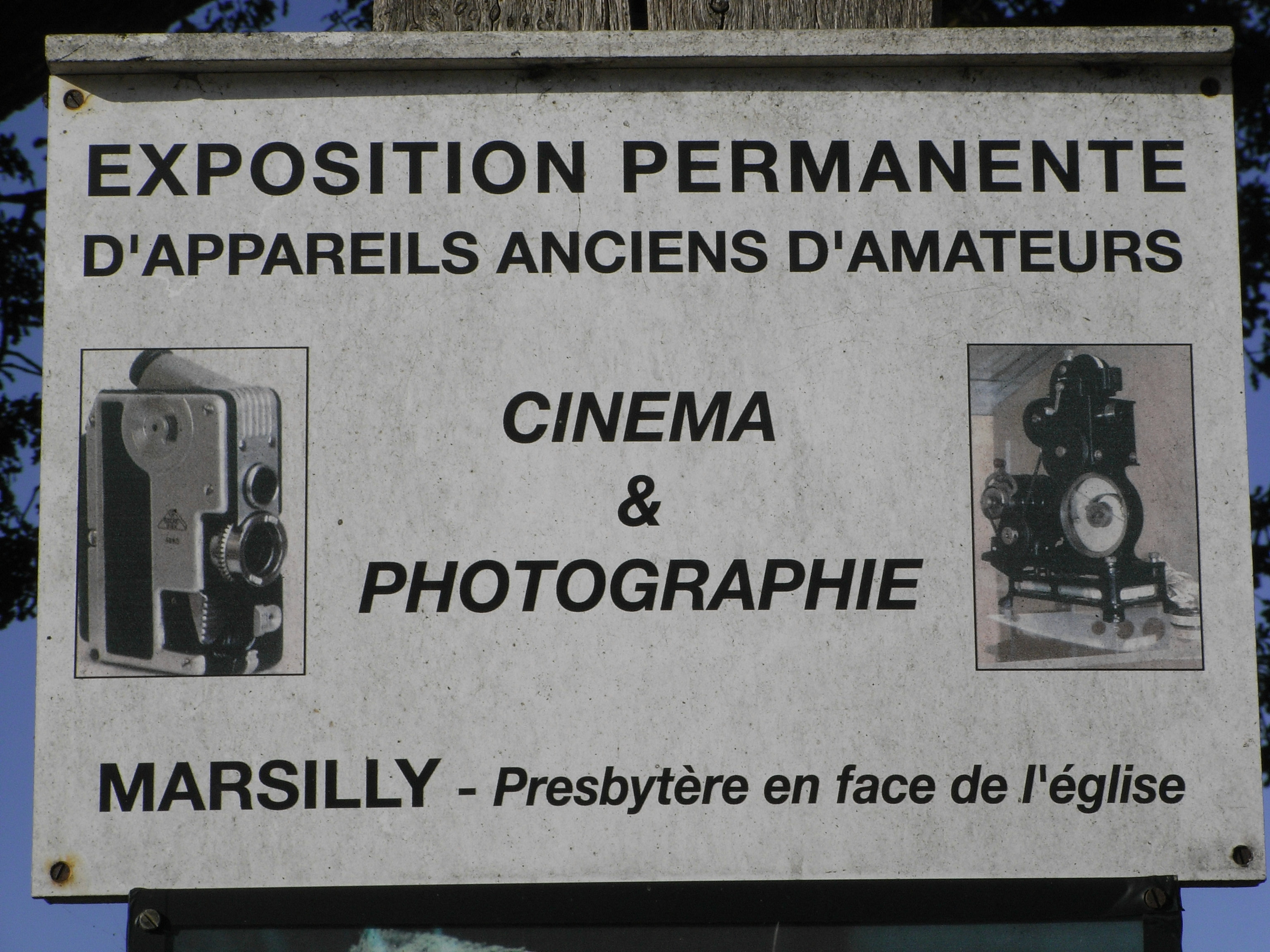
Appareils anciens (annexe).

## Photos

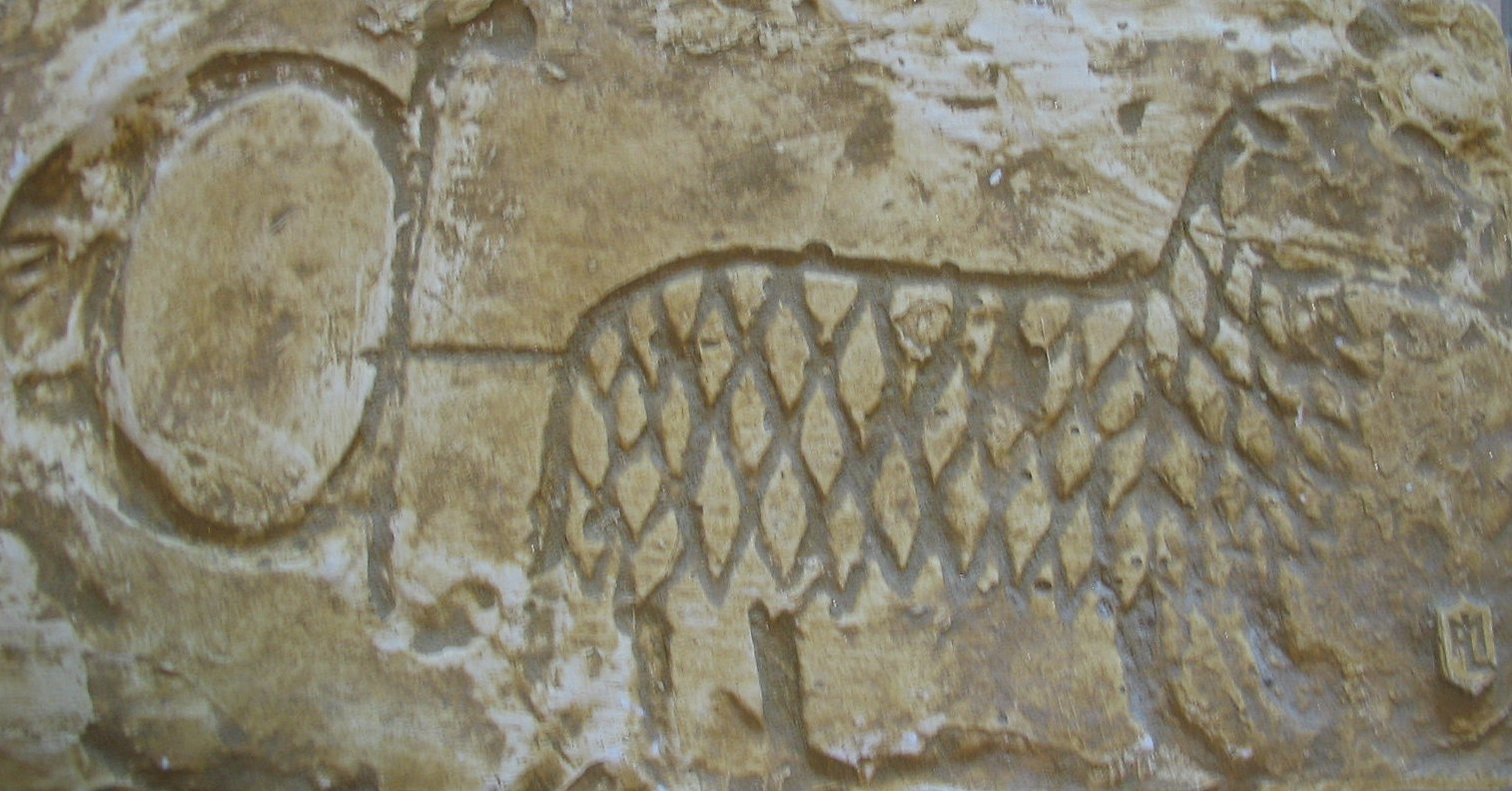
Mouton
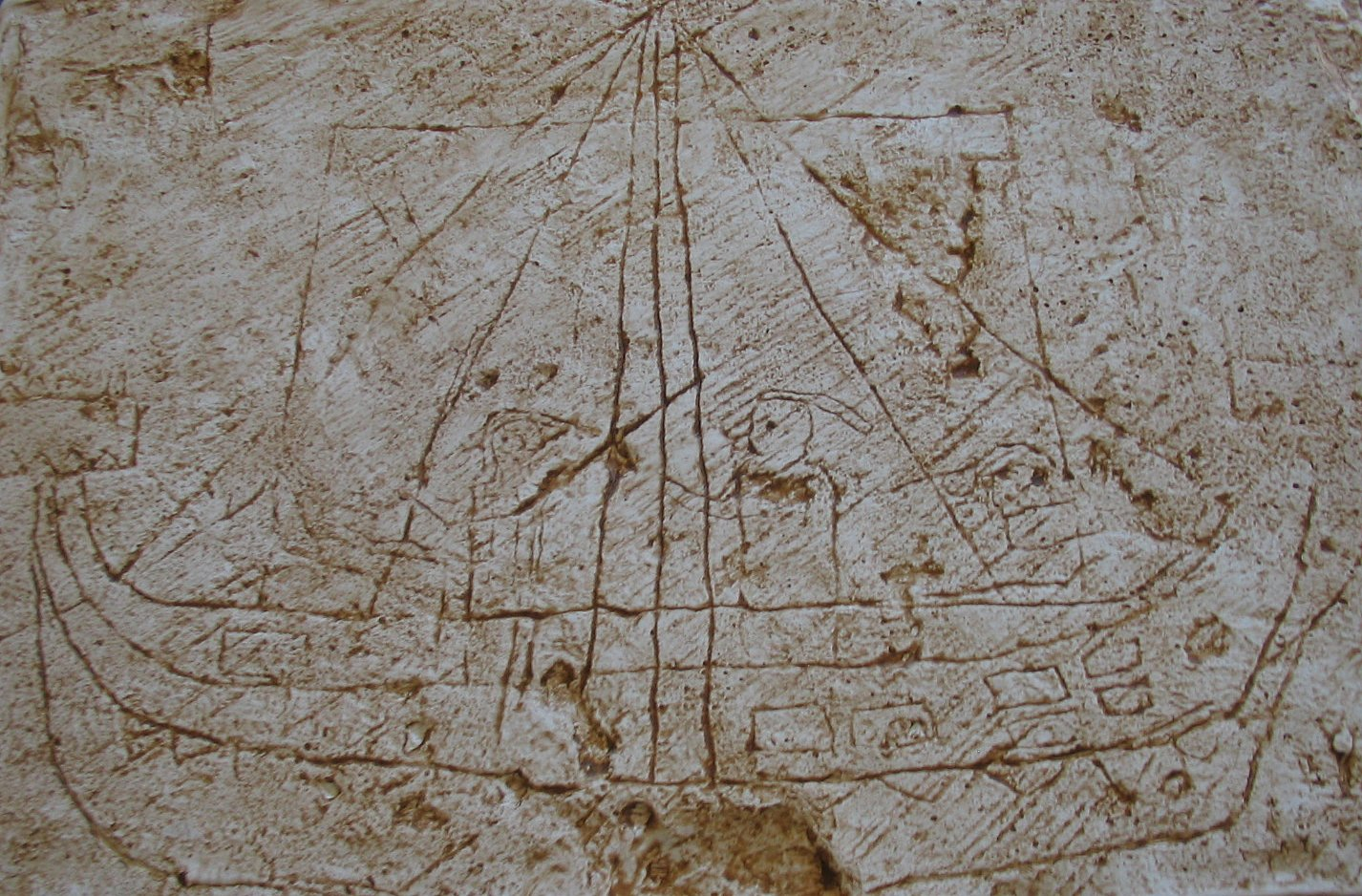
Bateau
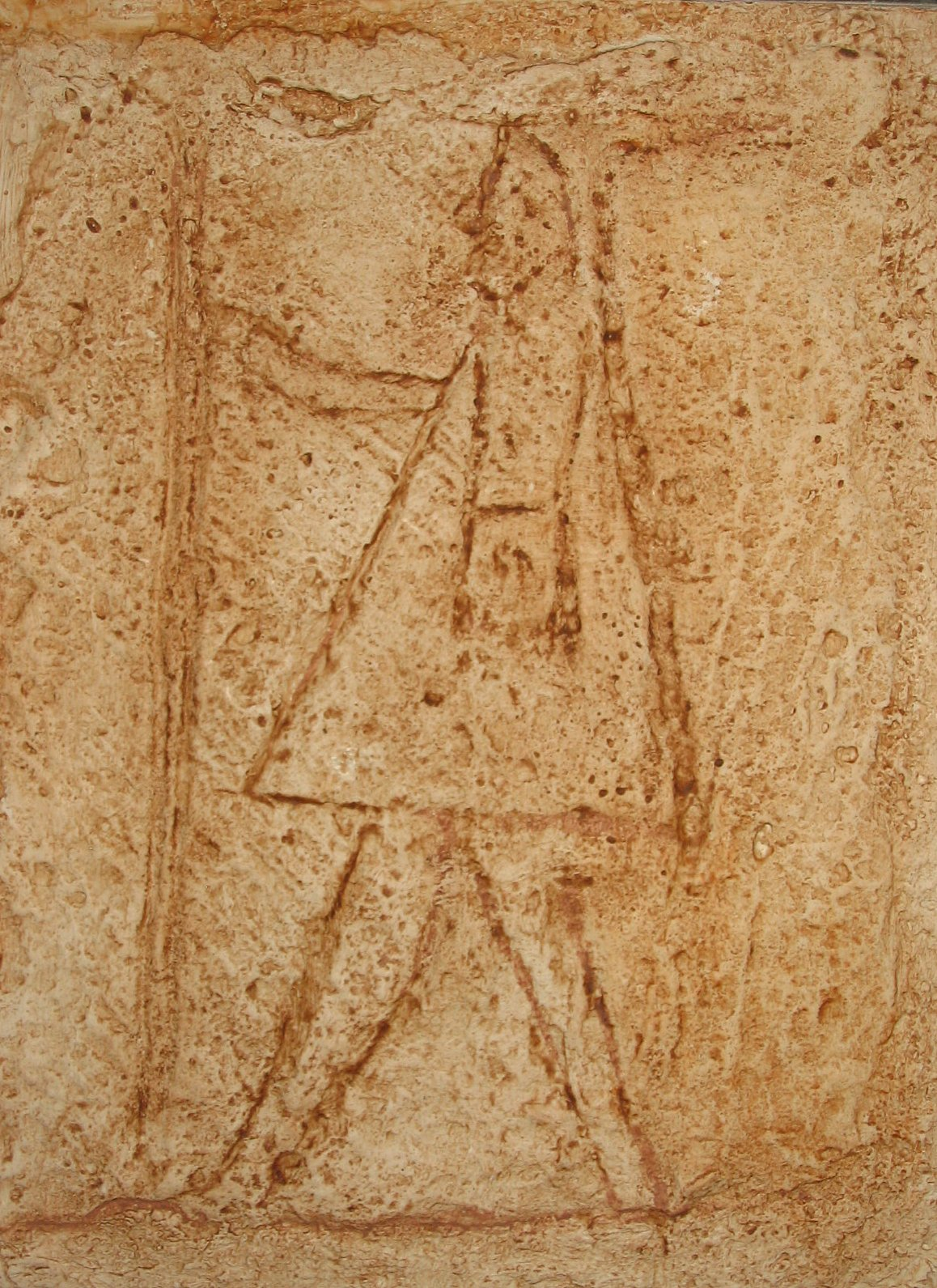
Pèlerin
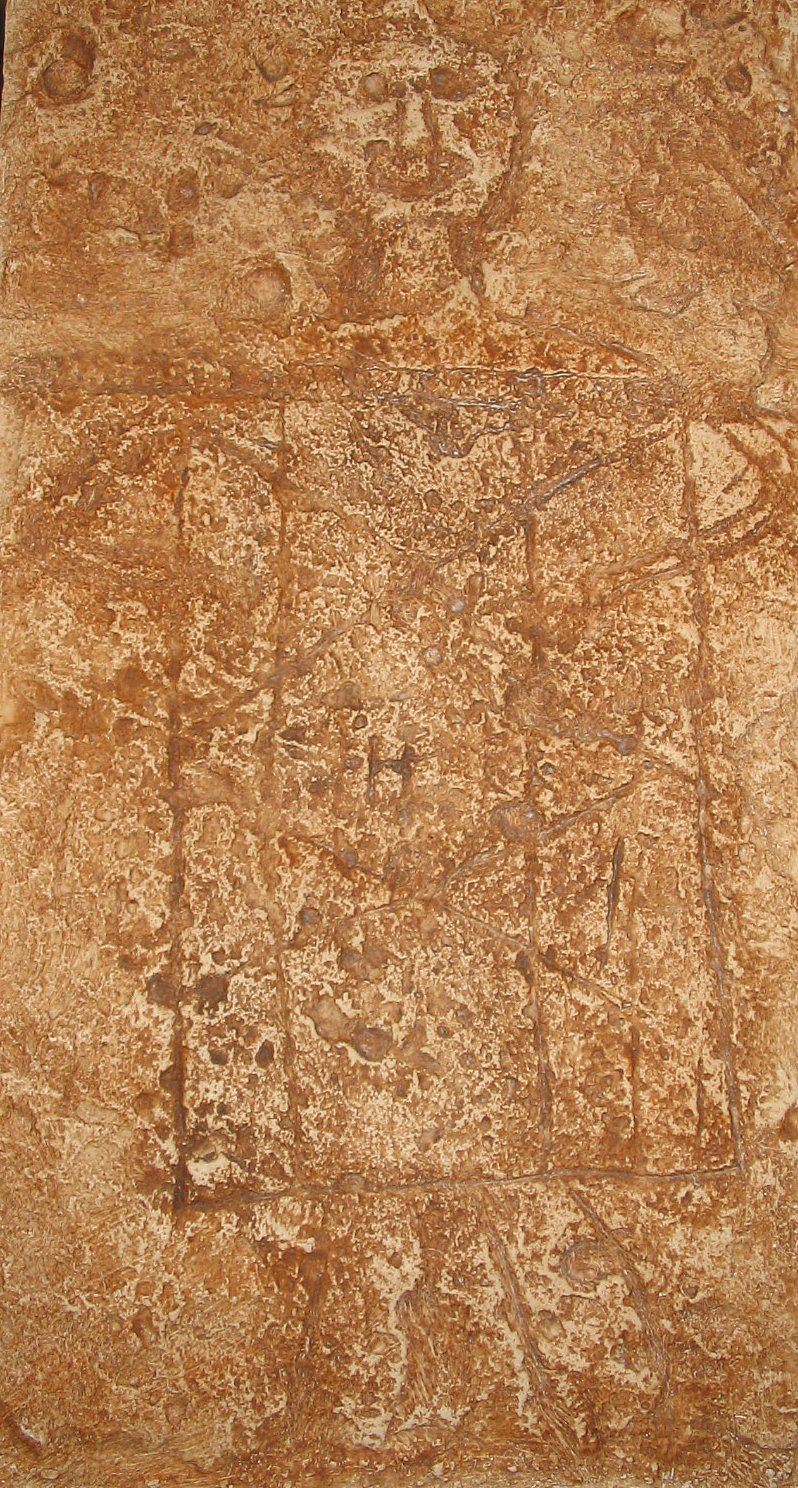
Personnage